# هاشم‌آباد (هرند)
هاشم‌آباد، مرکز دهستان هاشم‌آباد و روستایی از توابع بخش مرکزی شهرستان هرند در استان اصفهان ایران است.
این روستا در مسیر جاده هرند - ورزنه واقع شده و دروازه ورودی شهرستان ورزنه است .

## جمعیت
بر پایه سرشماری عمومی نفوس و مسکن در سال ۱۳۹۵ جمعیت این روستا ۱٬۱۹۷ نفر (۳۵۸خانوار) بوده‌است.
1403    1450    21%+